# 97-я танковая бригада
97-я тяжёлая танковая бригада — танковая бригада Красной армии в годы Великой Отечественной войны.

## История
97-я танковая бригада сформирована в городе Челябинске (УрВО) в период с 7 марта по 16 мая 1942 г. Бригада была тяжёлой на танках КВ.
17 - 28 мая 1942 г. бригада по ж.д. перебрасывается в МВО на ст. Костерево, где вошла в состав 12-го танкового корпуса 3-й танковой армии.

### Боевой путь
13 августа 1942 года бригада в составе 12-го тк 3-й ТА вошла в состав Западного фронта (Козельская операция).
Первый бой — в августе 1942 в районе Козельска.
25 августа 1942 года бригада в составе 12-го тк 3-й ТА выведена в резерв Ставки ВГК в район Калуги, Тулы на доукомплектование.
Зимой–весной 1943 г. участвовала в боях на Харьковском направлении
2 января 1943 года бригада в составе 12-го тк 3-й ТА подчинена Воронежскому фронта (Россошанско-Харьковская операция). 24 апреля 1943 года бригада в составе 12-го тк 3-й ТА выведена в резерв Ставки ВГК в район Кабылинка (Тульской области) на доукомплектование.
16 июля 1943 г. бригада в составе 12-го тк 3-й танковой армии вошла в состав Брянского фронта (Орловская операция).
В составе 3-й танковой армии Рыбалко участвовала в Курской битве.

В составе Действующей Армии:
- с 22.08.1942 по 18.09.1942
- с 01.01.1943 по 04.04.1943
- с 14.07.1943 по 26.07.1943

- Приказом НКО СССР № 404 от 26 июля 1943 г. преобразована в 52-ю гвардейскую танковую бригаду.
- Бригада закончила войну в Праге 9 мая 1945 года как 52-я гвардейская танковая Фастовская ордена Ленина дважды Краснознамённая орденов Суворова и Богдана Хмельницкого бригада

## Состав
- Управление бригады
- 288-й отдельный танковый батальон
- 332-й отдельный танковый батальон
- мотострелково-пулемётный батальон
- зенитная батарея
- рота технического обеспечения

## Подчинение
в составе 12-го танкового корпуса.

## Командиры бригады
- генерал-майор т/в Воейков Н.В. (с 01.04.1942 по 10.11.1942)
- подполковник, с 21.12.1942 полковник Потапов, Иван Тимофеевич (с 11.11.1942 по 26.07.1943)

## Отличившиеся воины бригады
- Добрынин, Николай Иванович, лейтенант, командир роты танков Т-70 288-го танкового батальона (посмертно)
- Трубин, Иван Степанович, старший сержант, командир танка Т-70 288-го отдельного танкового батальона.